# Markleeville
Markleeville é uma região censitária localizada no estado americano da Califórnia, no condado de Alpine, do qual é sede.

## Geografia
De acordo com o United States Census Bureau, a região censitária tem uma área de 16,9 km², onde todos os 16,9 km² estão cobertos por terra.

### Localidades na vizinhança
O diagrama seguinte representa as localidades num raio de 32 km ao redor de Markleeville.

## Demografia
Segundo o censo nacional de 2010, a sua população é de 210 habitantes e sua densidade populacional é de 12,42 hab/km². Possui 194 residências, que resulta em uma densidade de 11,47 residências/km².

## Lista de marcos
A relação a seguir lista as entradas do Registro Nacional de Lugares Históricos em Markleeville.
- Antigo Edifício da Escola Webster
- Palácio da Justiça do condado de Alpine